# Azerbaijan Airlines-vlucht 8243
Vlucht 8243 van Azerbaijan Airlines was een geplande internationale passagiersvlucht van Bakoe naar Grozny, uitgevoerd door Azerbaijan Airlines, die op 25 december 2024 neerstortte nabij de internationale luchthaven Aqtau in Kazachstan, met 67 mensen aan boord.
Er werden enkele tientallen overlevenden gerapporteerd kort na de crash. Het vliegtuig was een Embraer 190 en zou de code 7700 op zijn transponder hebben doorgegeven, wat aangaf dat er een noodsituatie aan boord was, terwijl het over de Kaspische Zee vloog.

## Vliegtuig
Het vliegtuig vertrok om 7:55 lokale tijd (UTC+4) vanaf Bakoe International Airport voor een vlucht naar Luchthaven Grozny. Het betrokken vliegtuig was een Embraer 190AR, geregistreerd als 4K-AZ65, geproduceerd in 2013. Het toestel werd aangedreven door twee General Electric CF34-10E6-motoren. Het was in dienst van Azerbaijan Airlines.

## Crash
Volgens de luchthavenraad van Grozny zou de vlucht om 8:20 lokale tijd (UTC+3) in Tsjetsjenië aankomen. Volgens voorlopige gegevens werd het vliegtuig vanwege de mist op luchthaven Grozny omgeleid naar Machatsjkala in Dagestan en werd het toestel vervolgens naar het Kazachse Aqtau doorgeleid, aan de overkant van de Kaspische Zee.
De bemanning gaf om 11:00 Kazachse tijd (UTC+5) boven de Kaspische Zee een noodsignaal en meldde een storing in het controlesysteem. De piloten vroegen om een noodlanding op luchthaven Aqtau, met een verwachte aankomsttijd van 11:25. Om ongeveer 11:30 lokale tijd stortte het toestel neer, op ongeveer drie kilometer van het vliegveld van Aqtau. 

## Onderzoek
De (Russische) hypothese van een vogelaanvaring werd al snel in twijfel getrokken, omdat beelden van de crashscène aanzienlijke perforatiegaten in de staart van het vliegtuig toonden. Overlevenden van de crash meldden een explosie te hebben gehoord, gevolgd door scherven die het vliegtuig en enkele passagiers raakten. De bemanning had gemeld dat er een sterke impact op de romp was. Meerdere experts uit meerdere landen verklaarden dat de schade op de beelden niet overeenkwam met een vogelaanvaring en dat vogels niet vliegen op de hoogte waarop het vliegtuig vloog toen de schade optrad.
Op 26 december verklaarden bronnen van de Azerbeidzjaanse regering aan AnewZ en Euronews dat een Russische Pantsir-S1 een raket had afgevuurd op het vliegtuig boven Grozny, die ontplofte in de buurt van het vliegtuig, waarbij passagiers en bemanningsleden gewond raakten. Volgens dezelfde bronnen werd de piloten, ondanks hun verzoeken om een noodlanding uit te voeren, dit op geen enkele Russische luchthaven toegestaan, en werd hen in plaats daarvan bevolen om richting Aqtau te vliegen. Uit latere analyses bleek dat de raketaanval plaatsvond op een hoogte van 2.400 meter boven het district Naursky, 18 kilometer ten noordnoordwesten van de luchthaven van Grozny. Uit rapporten bleek dat er sprake was van gps-spoofing in het gebied van de oorspronkelijke vluchtroute van het vliegtuig. Op 28 december bood president Poetin excuses aan voor het 'tragisch incident'. Poetin zei niet expliciet waardoor het toestel neerstortte.
In juli 2025 kondigde Azerbeidzjan aan Rusland aan te klagen bij een internationale rechtbank, omdat het land niet de verantwoordelijkheid nam voor het veroorzaken van de vliegtuigramp. De Azerbeidzjaanse regering stelde dat het de verantwoordelijke individuen voor het afvuren van een luchtdoelraket op het toestel - drie Russische militairen- had geïdentificeerd. Het toestel zou ten onrechte als een militair doelwit zijn aangemerkt door de luchtverdedigingseenheid.

## Passagiers per nationaliteit
| Nationaliteit | Passagiers | Bemanning | Dodelijke slachtoffers | Overlevenden | Totaal |
| ------------- | ---------- | --------- | ---------------------- | ------------ | ------ |
| Azerbeidzjan  | 37         | 5         | 25                     | 17           | 42     |
| Rusland       | 16         | -         | 7                      | 9            | 16     |
| Kazachstan    | 6          | -         | 6                      | 0            | 6      |
| Kirgizië      | 3          | -         | 0                      | 3            | 3      |
| Totaal        | 62         | 5         | 38                     | 29           | 67     |
| Bronnen:      |            |           |                        |              |        |